# Georg Heintz

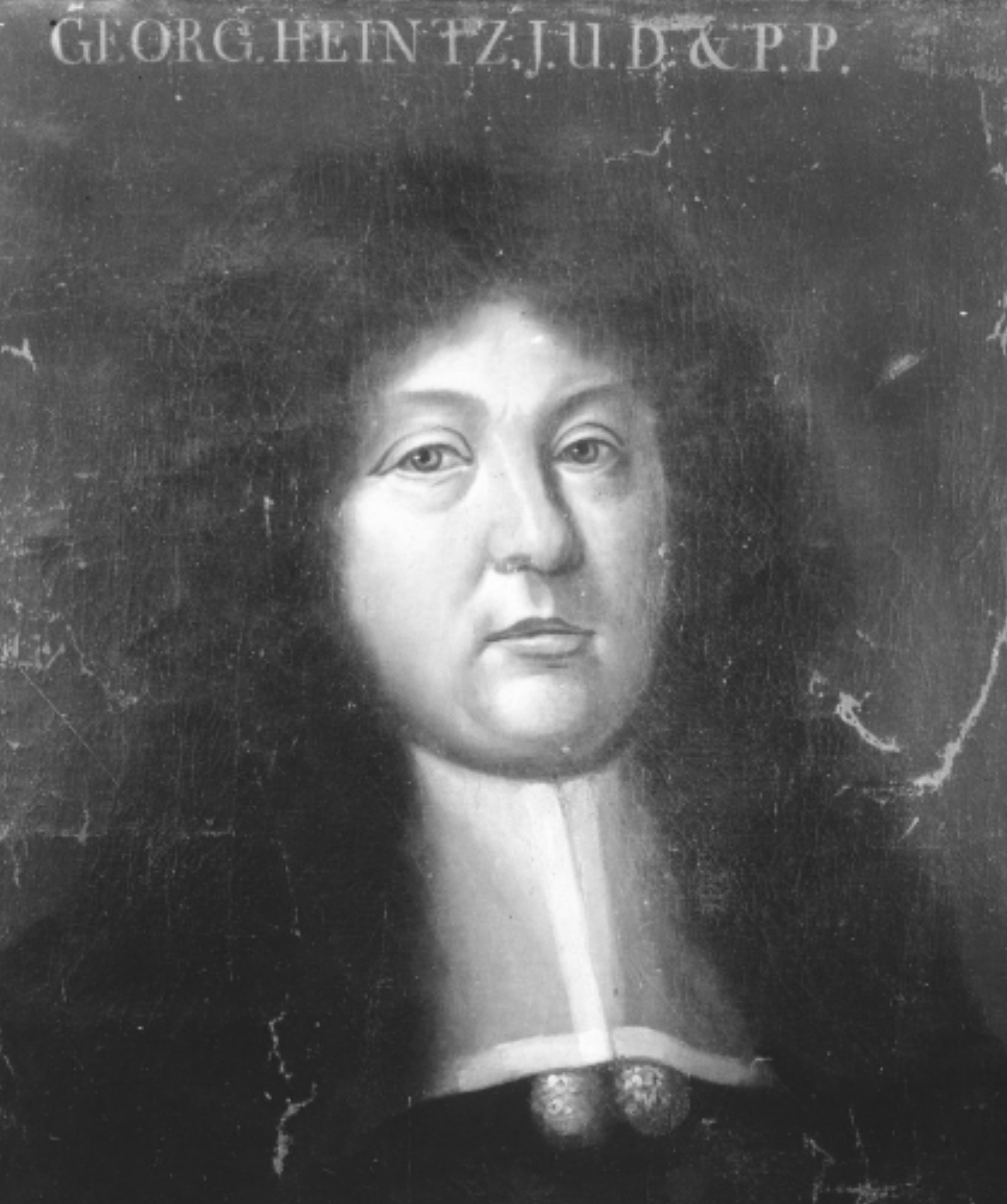
Georg Heintz

Georg Heintz auch: Heinze, Heintze; (* 17. März 1644 in Hamburg; † 24. August 1683 in Leipzig) war ein deutscher Rechtswissenschaftler.

## Leben
Heintz besuchte das Johanneum seiner Vaterstadt, studierte 1658 an der Universität Wittenberg, 1661 an der Universität Jena, an der Universität Straßburg und an der Universität Leipzig. Nachdem er eine Bildungsreise durch Frankreich absolviert hatte, kehrte er nach Leipzig zurück wurde 1666 als Baccalaureus der juristischen Fakultät, avancierte mit der Inauguraldisputation De Actione Funeraria am 17. Oktober 1666 zum Lizentiat und Doktor der Rechte.
Daraufhin wurde er als Privatdozent in die juristische Fakultät der Hochschule aufgenommen, wurde 1670 außerordentlicher und 1679 ordentlicher Professor an der juristischen Fakultät der Universität. Heintze der 1676 Schöffe am sächsischen Oberhofgericht geworden war, beteiligte sich auch an den organisatorischen Aufgaben der Leipziger Hochschule und war im Sommersemester 1681 Rektor der Alma Mater.

## Werke (Auswahl)
- Disp. De simulatione, Praeside D. Balthasar Bebelio. Wittenberg.
- Disputationes de Comitiis, praeside Jac. Schallero. Straßburg 1661.
- Annona Augustorum, seu Diss. De Annona sub imperatoribus romanis, praeside Joh. Henr. Boeclero. Straßburg 1662, 1710.
- Disp. Jurid. De solutione pupillis et minoribus et ab iis tuto facienda, praeside D. Jac. Bornio. Leipzig 1664.
- Oratio auspicalis de arbore consanguinitatis et affinitatis. Leipzig 1670.
- Disp. De transactionibus. Leipzig 1666.
- Dissertationes de Comitiis et annona; de Actione funeraria. Leipzig 1666.
- De Lucro Dodis ac Dotalitii. Leipzig 1673.

## Weblink
- Druckschriften von und über Georg Heintz im VD 17.

| Personendaten    | Personendaten                   |
| ---------------- | ------------------------------- |
| NAME             | Heintz, Georg                   |
| ALTERNATIVNAMEN  | Heinze, Georg; Heintze, Georg   |
| KURZBESCHREIBUNG | deutscher Rechtswissenschaftler |
| GEBURTSDATUM     | 17. März 1644                   |
| GEBURTSORT       | Hamburg                         |
| STERBEDATUM      | 24. August 1683                 |
| STERBEORT        | Leipzig                         |